# St. Peter und Paul (Tunzenhausen)

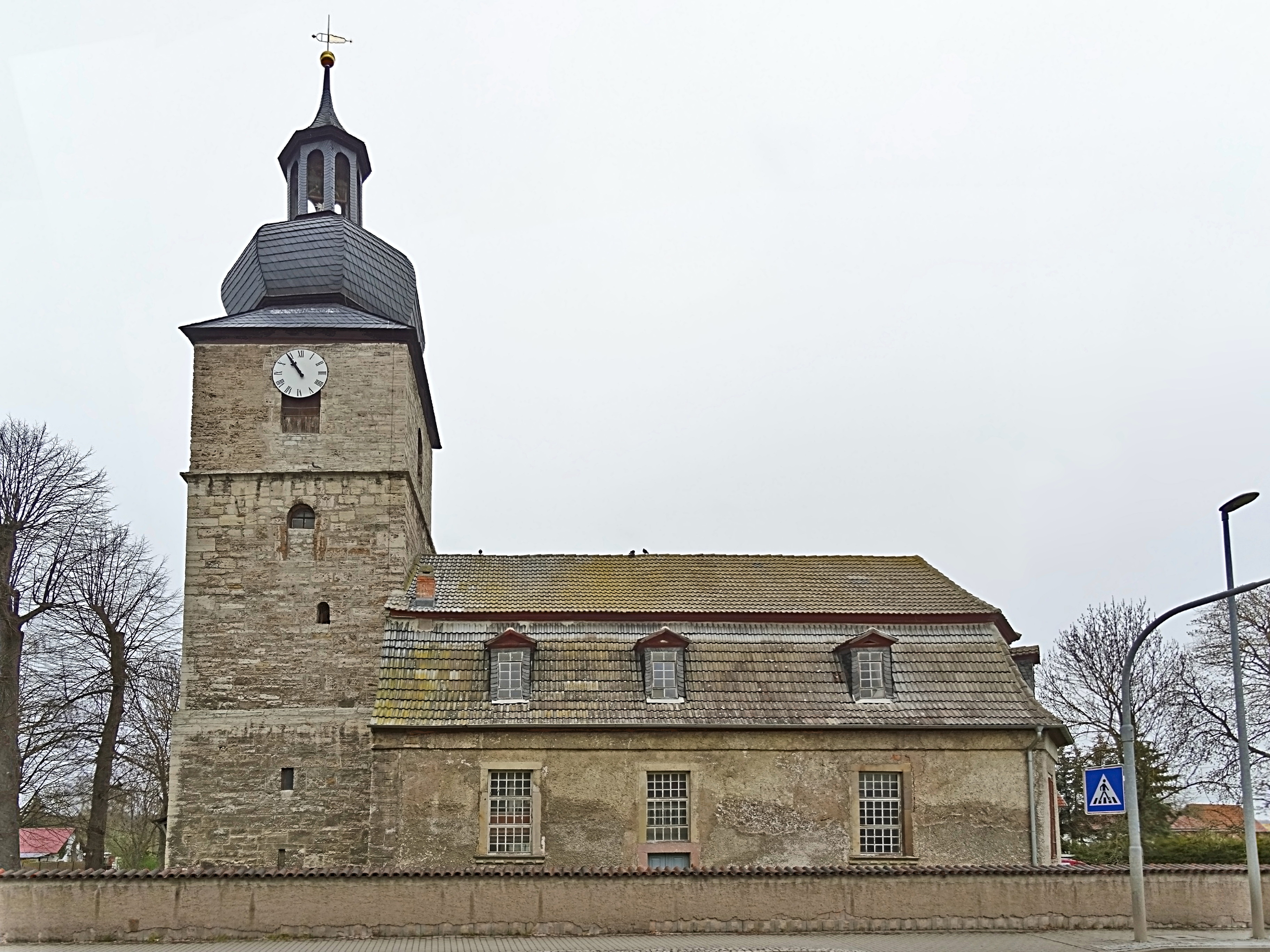
Die Kirche

Die evangelische Dorfkirche St. Peter und Paul steht im Ortsteil Tunzenhausen der Stadt Sömmerda im Landkreis Sömmerda in Thüringen.

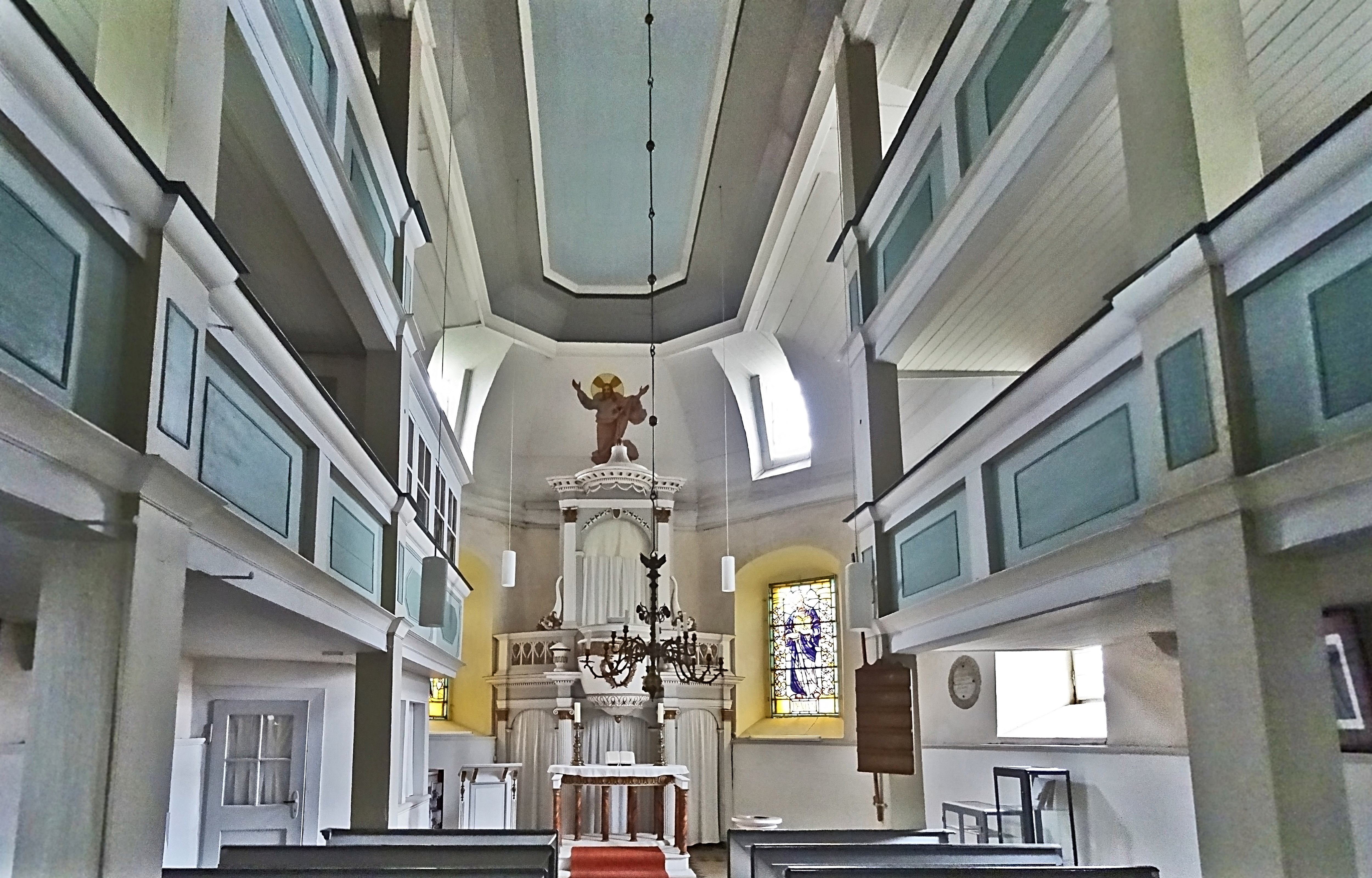
Innenansicht

## Geschichte
Die im Jahr 1328 gebaute Dorfkirche brannte 1725 nieder. Die neue Kirche ist eine Emporenhalle mit einem Mansarddach. Der Kirchturm trägt eine barocke Zwiebelhaube mit Laterne.
Der Kirchenraum hat über dem Mittelschiff eine Muldendecke. Die flachgedeckten Seitenschiffe sind durch zwei Emporengeschosse vertikal in drei Stockwerke unterteilt.
Wichtigste Ausstattungsstücke sind der Kanzelaltar aus dem Jahre 1826 und der Taufstein von 1827  klassizistischer.
Die Orgel mit 16 Registern, verteilt auf 2 Manuale und Pedal, wurde 1874 von Friedrich Erdmann Petersilie gebaut.
Die Kirche ist in die Denkmalliste des Landkreises Sömmerda eingetragen.